# Liste der denkmalgeschützten Objekte in Hošťka
Grundlage dieser Liste der denkmalgeschützten Objekte in Hošťka ist die ÚSKP-Liste (Ústřední seznam kulturních památek České republiky, deutsch Zentrale Liste der Kulturdenkmäler der Tschechischen Republik), die von der tschechischen Denkmalschutzbehörde NPÚ (Národní památkový ústav, deutsch Nationale Denkmalbehörde) seit 1987 geführt wird und an die seit dem Jahr 1850 geschaffenen Listen anschließt.

## Denkmalgeschützte Objekte nach Ortsteilen

### Hošťka
| Lage                 | Objekt               | Beschreibung         | ÚSKP-Nr.            | Bild           |
| -------------------- | -------------------- | -------------------- | ------------------- | -------------- |
| Ortsmitte (Standort) | Kirche hl. Margareta | Kirche hl. Margareta | 100613 Info Katalog | weitere Bilder |

### Pořejov
| Lage                                                                                             | Objekt             | Beschreibung       | ÚSKP-Nr.                  | Bild           |
| ------------------------------------------------------------------------------------------------ | ------------------ | ------------------ | ------------------------- | -------------- |
| etwa 500 m nordöstlich von Žebráky, nördlich der Straße von Žebráky nach Dlouhý Újezd (Standort) | jüdischer Friedhof | jüdischer Friedhof | 102105 Info Katalog       | weitere Bilder |
| etwa 2 km nördlich von Žebráky (Standort)                                                        | Kirche hl. Anna    | Kirche hl. Anna    | 12420/4-4840 Info Katalog | weitere Bilder |